# Náuas EC
Náuas EC is een Braziliaanse voetbalclub uit Cruzeiro do Sul in de staat Acre.

## Geschiedenis
De club werd opgericht in 1923 en is daarmee de tweede oudste club van de staat. Van 2008 tot 2015 speelde de club in de hoogste klasse van het Campeonato Acreano. In 2010 speelde de club de finale, die ze verloren van Rio Branco. Hierdoor mochten ze deelnemen aan de Série D van dat jaar, waar ze in de eerste ronde uitgeschakeld werden. In 2015 degradeerde de club.